# Pierre Charles Schoren
Pierre Charles (P. C.) Schoren (8. června 1868, Jonglünster – 6. ledna 1935, Lucemburk) byl lucemburský fotograf a vydavatel pohlednic.

## Fotograf v USA a v Lucemburku
P. C. Schoren emigroval v dubnu 1891 do Spojených států, kde pracoval jako fotograf v Bostonu (Suffolk County, Massachusetts ) a v Lynnu (Essex County, Massachusetts). Po návratu z USA si v květnu 1899 otevřel fotografický ateliér v Lucemburku, na adrese Avenue de la Gare, č.p. 11. Od roku 1900 vydával také pohlednice.
Koncem roku 1907 přestěhoval svůj podnik na tehdejší Siegfriedstrasse č.p. 10, (dnes: rue Jean-Origer) a v srpnu 1910 na adresu Bourbonstrooss, č.p. 10. V průběhu roku 1927 převzal jeho podnik fotograf Emile Hamper (1901–1940).

## Vydavatel pohlednic
Schoren svými pohlednicemi pokryl prakticky všechny pamětihodnosti Lucemburska: Lucemburk, Echternach, Beaufort, Fiels, Dikrech, Veianen, Esch-Sauer, Branebuerg, Buerschent, Bad Munneref, Malé lucemburské Švýcarsko, hutě Esch-sur-Alzette, atd. Kromě toho zaznamenal také akce jako Echternachský průvod a Stater Hämmelsmarsch. Dalšími tématy byly například velkovévodské princezny, dobrovolnická rota, četnický sbor, kult Marie a další.

## Galerie

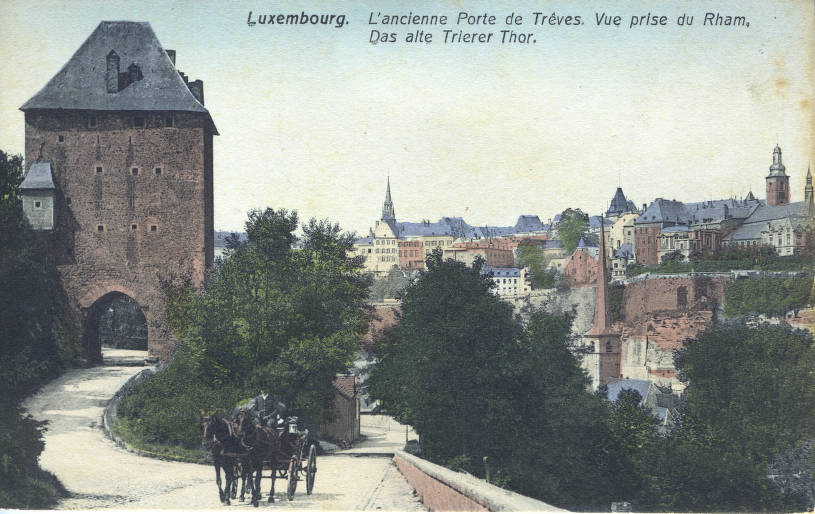
L'ancienne Porte de Teves
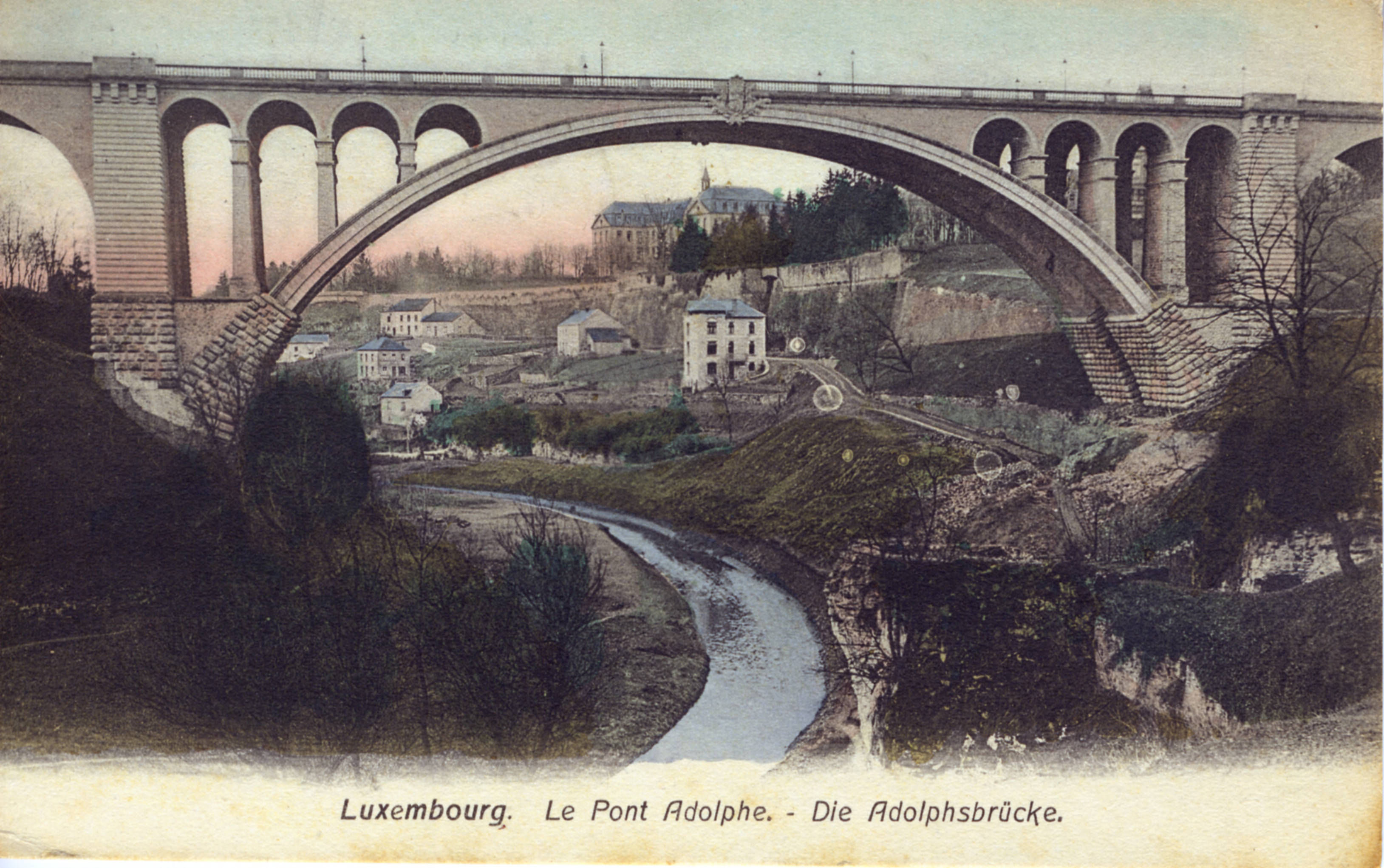
Lucemburk, Adolfův most
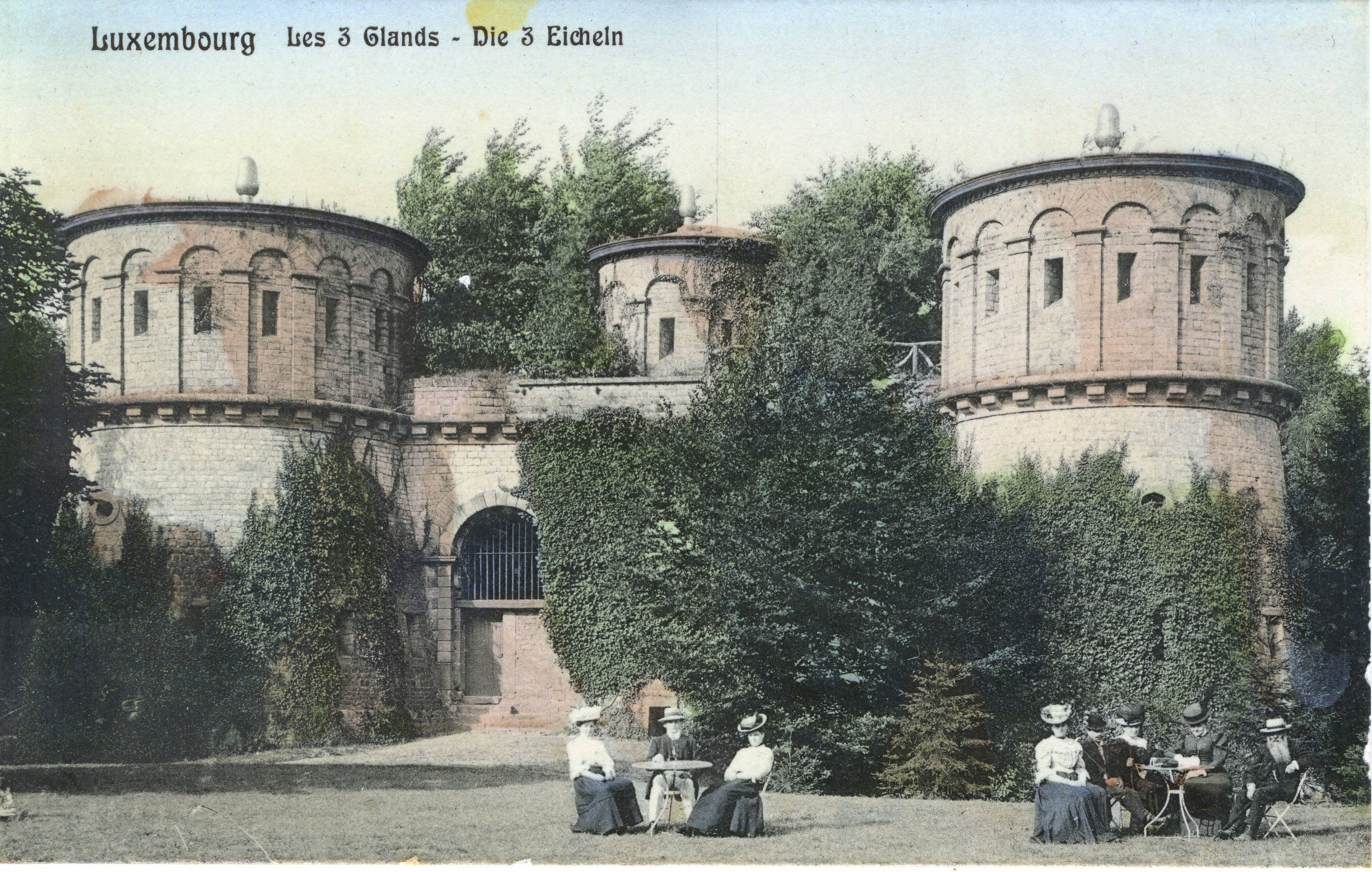
Lucemburk, Die 3 Eicheln
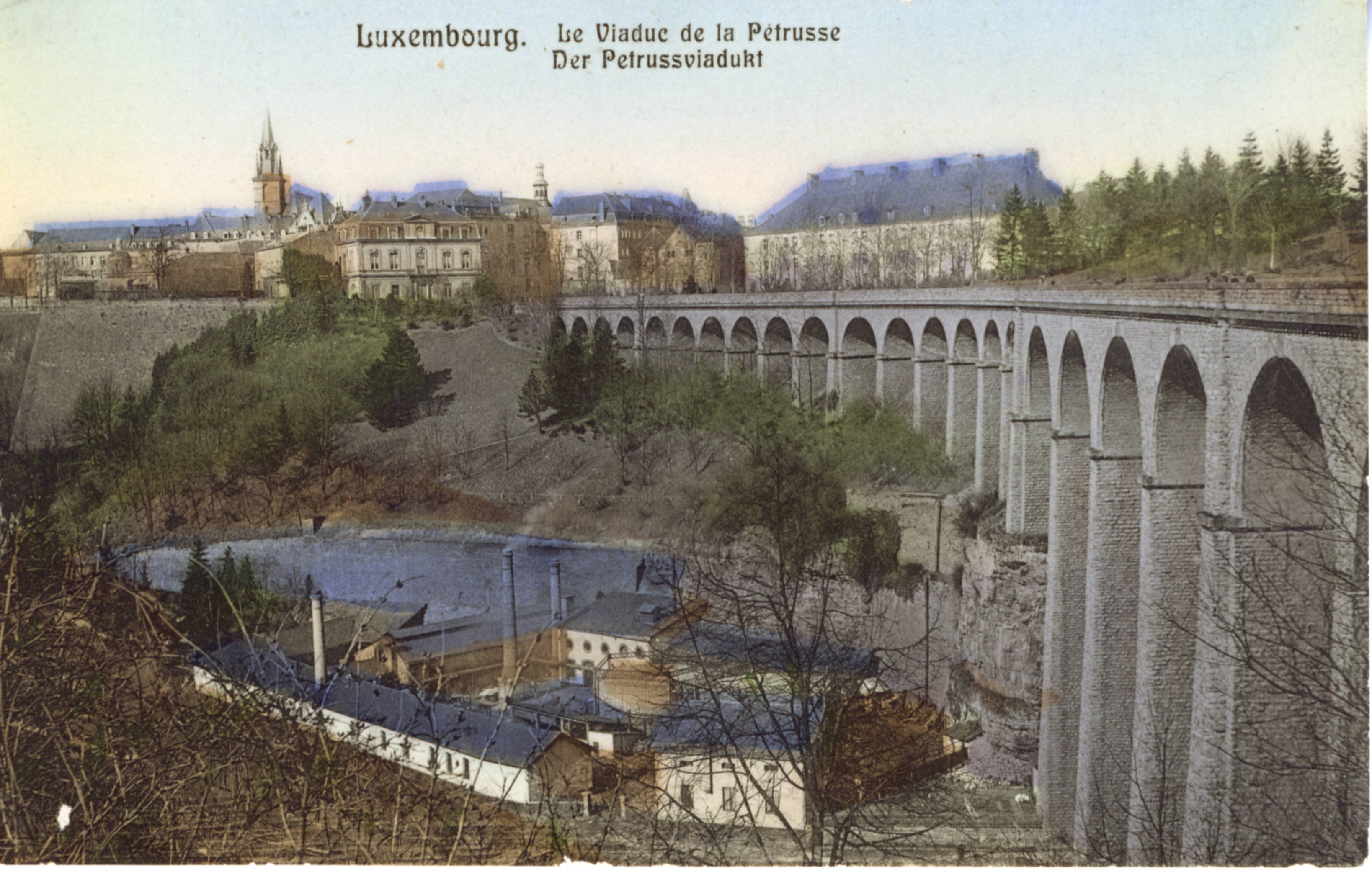
Lucemburk, Viadukt Petruss
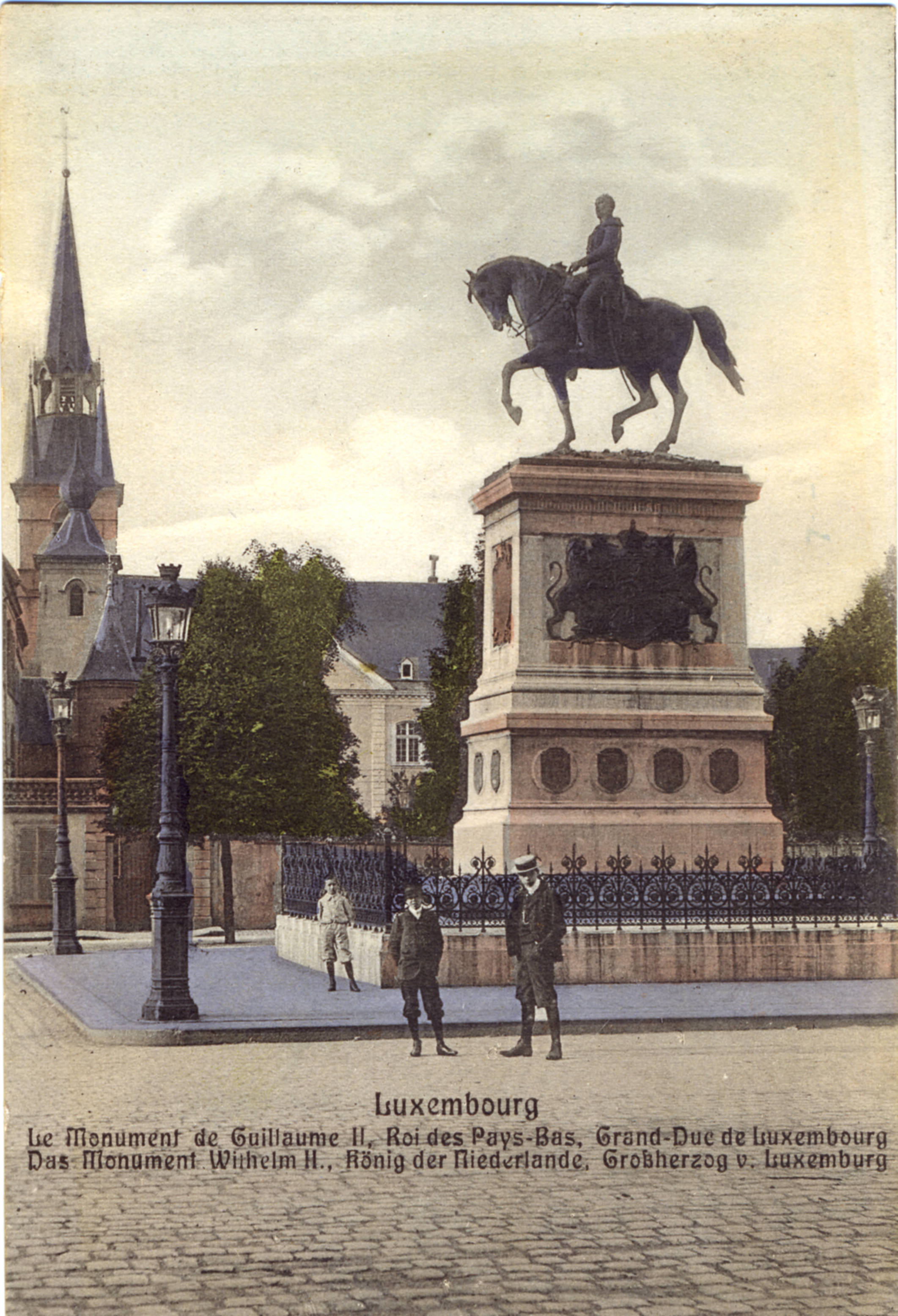
Lucemburk, Le Monument de Guillaume II
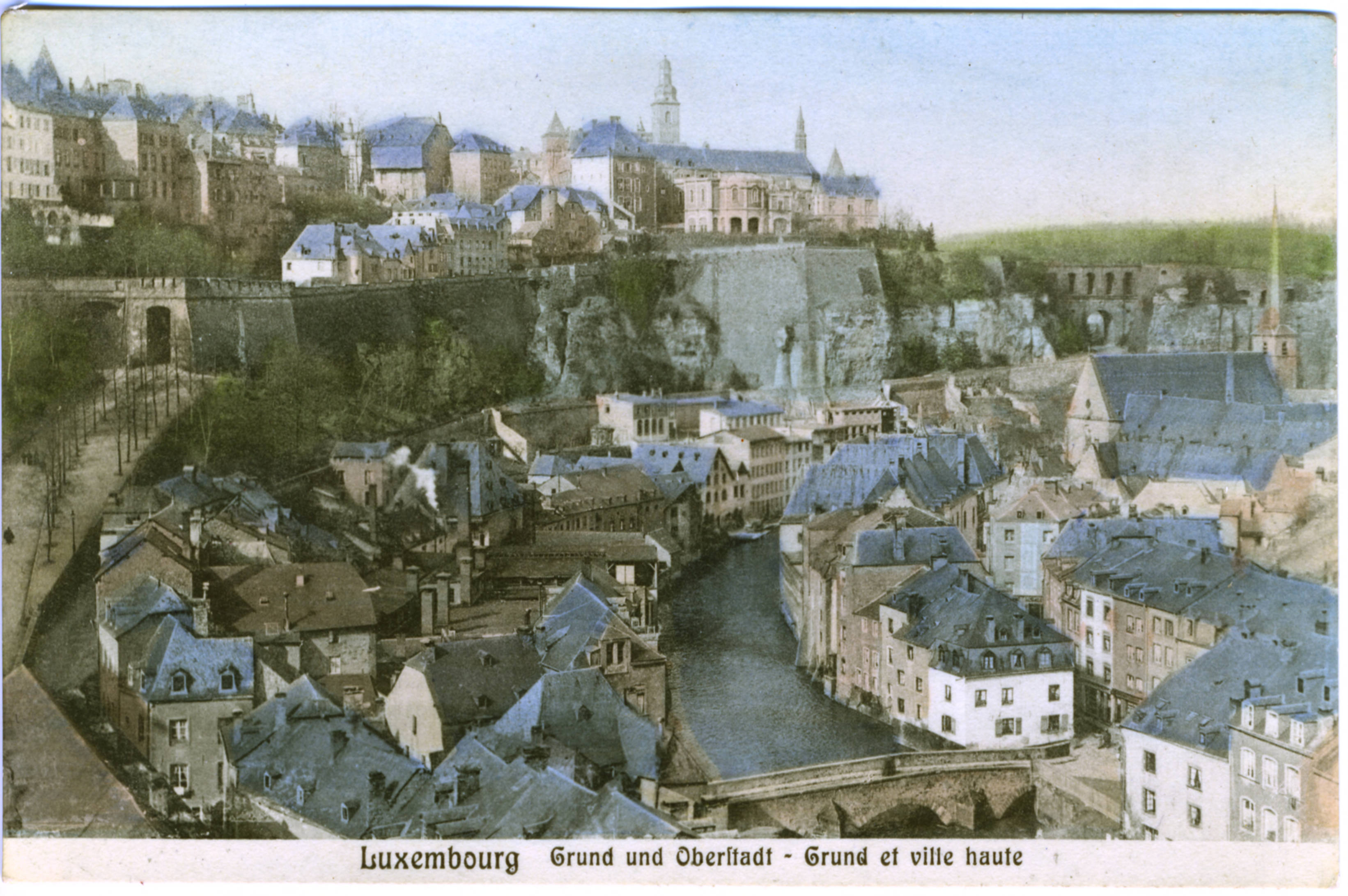
Lucemburk, Grund und Oberstadt
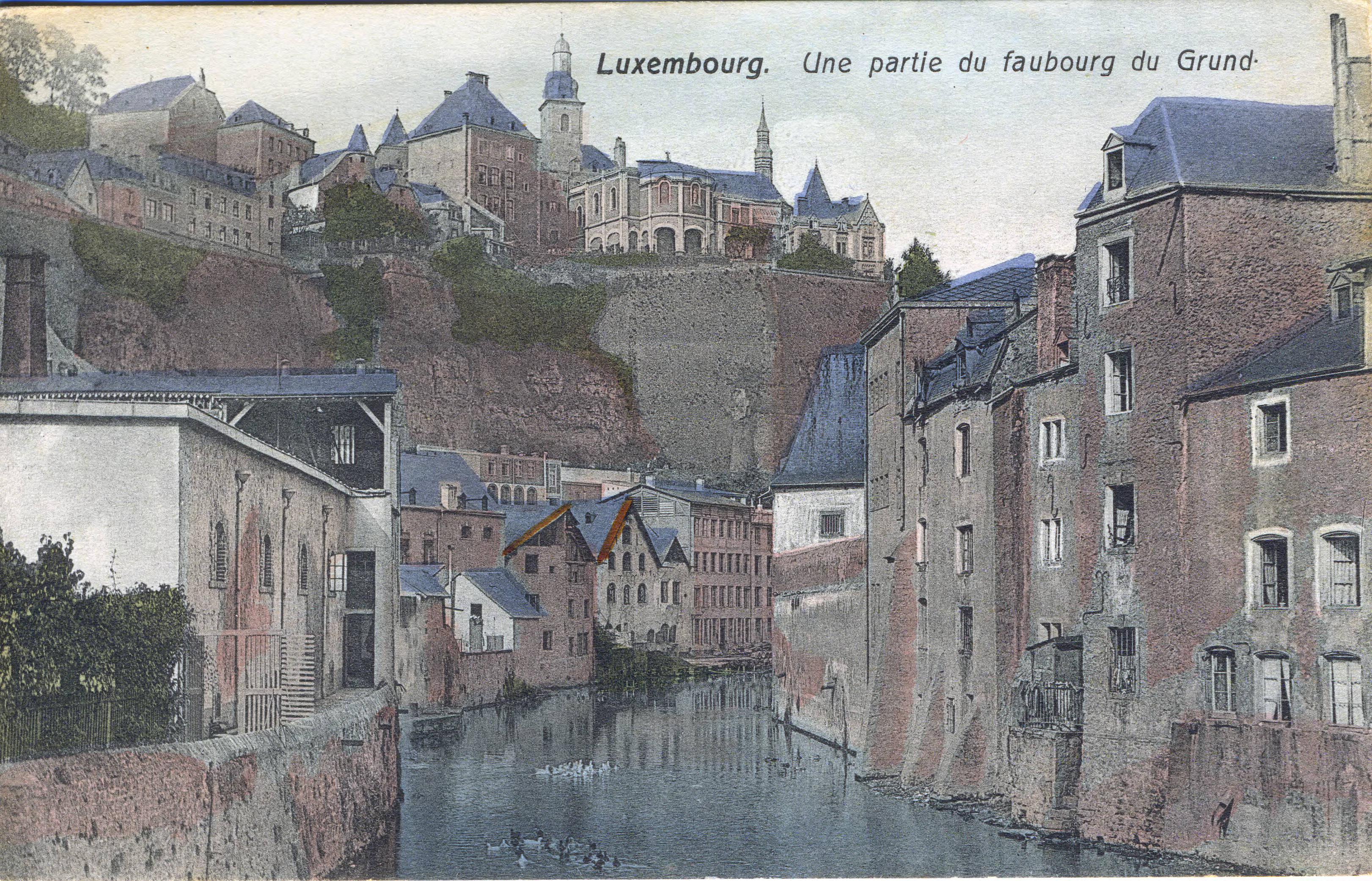
Lucemburk, Une partie du faubourg du Grund
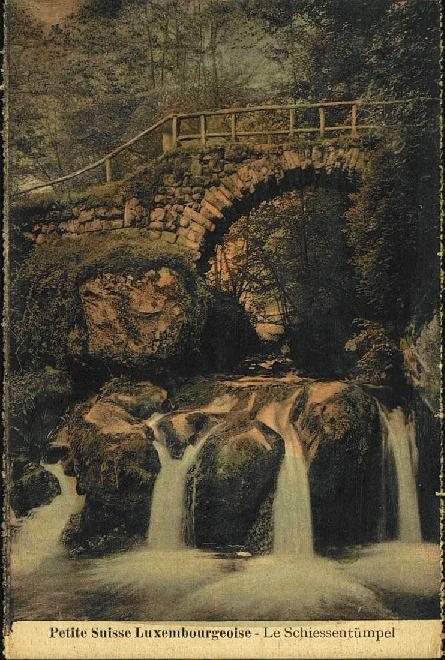
Consdorf, Schiessentümpel